# Flugplatz Oranienburg

i7
i11
i13
Der Flugplatz Oranienburg befand sich auf einem Gebiet nördlich von Berlin, das im Osten von Oranienburg und im Westen von Leegebruch begrenzt wird. Er wurde von 1936 bis 1939 erbaut und bis 1945 von den Heinkel-Werken Oranienburg als Werksflughafen und von der Luftwaffe der Wehrmacht genutzt.

## Geschichte

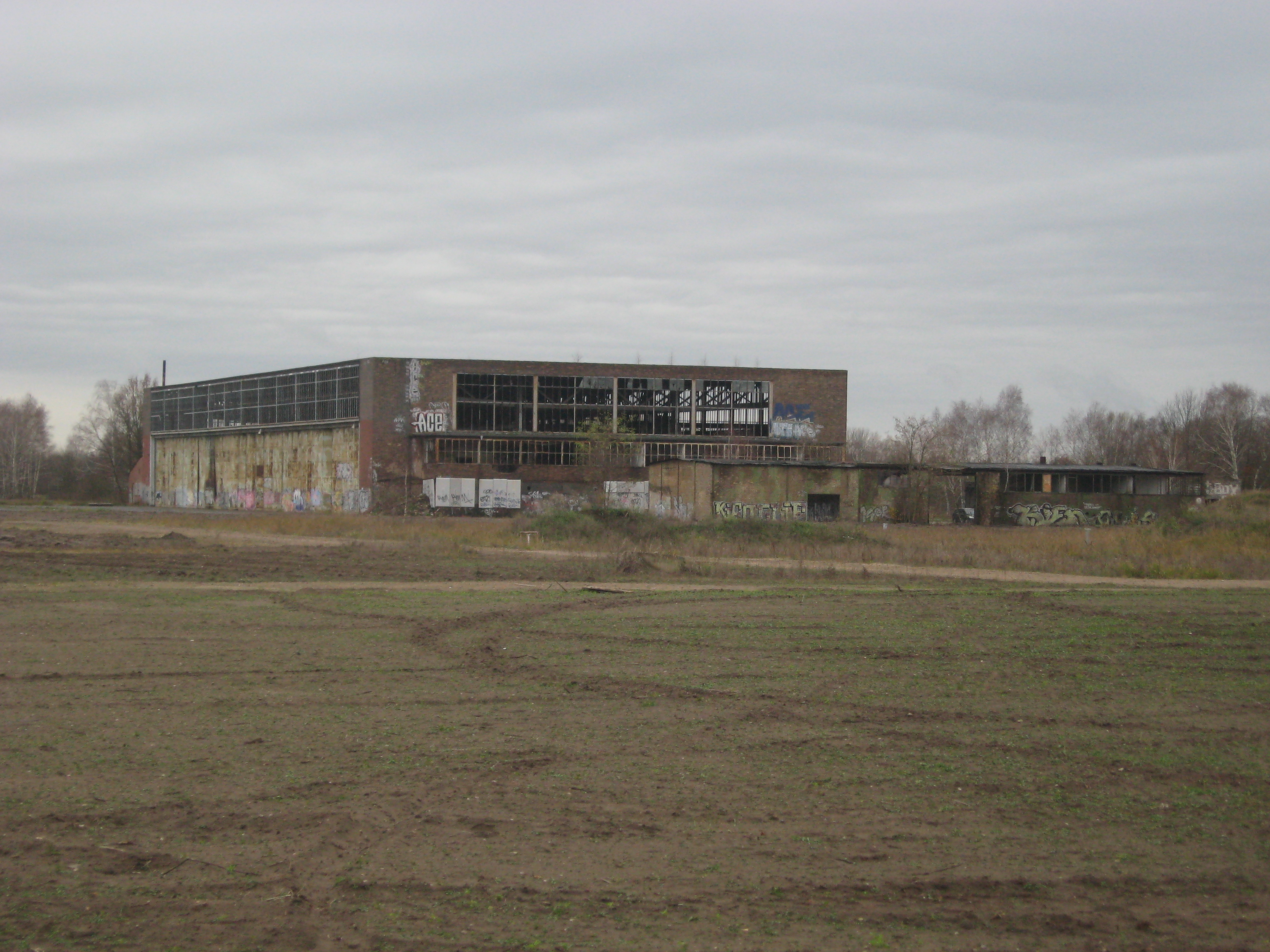
Ehemalige Einflughalle der Heinkel-Werke im November 2011

### Im Zweiten Weltkrieg
Die folgende Tabelle zeigt die vollständige Auflistung aller fliegenden aktiven Einheiten (ohne Schulverbände) der Luftwaffe der Wehrmacht die hier im Zweiten Weltkrieg zwischen 1939 und 1945 stationiert waren.
| Von           | Bis         | Einheit                                                                           | Ausrüstung            |
| ------------- | ----------- | --------------------------------------------------------------------------------- | --------------------- |
| November 1939 | 1944        | Versuchsstelle für Höhenflüge                                                     |                       |
| 1940          | Januar 1943 | 4./Aufkl.Gr.Ob.d.L. (4. Staffel Aufklärungsgruppe Oberbefehlshaber der Luftwaffe) |                       |
| Februar 1943  | 1945        | 1., 2./Versuchsverband Ob.d.L                                                     |                       |
| Februar 1944  | April 1945  | 3./Versuchsverband Ob.d.L                                                         |                       |
| Juli 1944     | Juli 1944   | Sonderkommando Götz                                                               |                       |
| November 1944 | April 1945  | Nachtjagderprobungskommando Ar 234                                                | Arado Ar 234          |
| März 1945     | März 1945   | Stab/Schlachtgeschwader 1                                                         | Focke-Wulf Fw 190     |
| März 1945     | April 1945  | Stab/Kampfgeschwader (J) 30                                                       | Messerschmitt Bf 109G |

Im April 1945 wurde der Flugplatz durch einen Luftangriff vollständig zerstört.

### Nach dem Zweiten Weltkrieg
Nach dem Zweiten Weltkrieg wurden die noch intakten Anlagen der Heinkel-Werke durch die sowjetische Besatzungsmacht fast vollständig demontiert. Die Start- und Landebahn des Werksflugplatzes wurde jedoch instand gesetzt und bis 1994 von den sowjetischen Luftstreitkräften als Militärflugplatz genutzt. In den 1950er Jahren waren hier Frontbomber Iljuschin Il-28, in den 1960er Jahren Zieldarsteller IL-28BM sowie Transportflugzeuge Antonow An-8 und seit den 1970er Jahren das 239. Hubschrauberregiment mit Hubschraubern vom Typ Mil Mi-2, Mi-6, Mi-8 und Mi-24 stationiert.

### Seit der Wiedervereinigung
Seit 2003 verwendet der Neubau der Bundesstraße 96 den größten Teil der Start- und Landebahn als Trasse für die Westumfahrung von Oranienburg. Dort begann im November 2010 der Kölner Handelskonzern REWE mit dem Bau eines Logistikzentrums. Es wurde am 29. September 2011 in Betrieb genommen.
Auf einer weiteren Fläche von 17 Hektar errichtete die IFE Eriksen AG einen Solarpark. 33.200 Solarmodule produzieren seit August 2011 bis zu 7,8 Megawatt Strom.